# Zelenikovo, Plovdiv
Zelenikovo (în bulgară Зелениково) este un sat în comuna Brezovo, regiunea Plovdiv,  Bulgaria. 

## Demografie
Componența etnică a satului Zelenikovo
     Bulgari (88,27%)
     Nicio identificare (10,73%)
     Altele (1,98%)
La recensământul din 2011, populația satului Zelenikovo era de 503 locuitori. Din punct de vedere etnic, majoritatea locuitorilor (88,27%) erau bulgari. Pentru 10,73% din locuitori nu este cunoscută apartenența etnică.